# Xihe (köping i Kina, Guangxi)
Xihe (kinesiska: 西河镇, 西河) är en köping i Kina. Den ligger i den autonoma regionen Guangxi, i den södra delen av landet, omkring 270 kilometer nordost om regionhuvudstaden Nanning. Antalet invånare är 28273. Befolkningen består av 13 313 kvinnor och 14 960 män. Barn under 15 år utgör 18,0 %, vuxna 15-64 år 70 %, och äldre över 65 år 11,0 %.
Genomsnittlig årsnederbörd är 2 375 millimeter. Den regnigaste månaden är juni, med i genomsnitt 483 mm nederbörd, och den torraste är oktober, med 44 mm nederbörd.